# Chyliza hackarsi
Chyliza hackarsi är en tvåvingeart som beskrevs av Verbeke 1952. Chyliza hackarsi ingår i släktet Chyliza och familjen rotflugor. Inga underarter finns listade i Catalogue of Life.